# HMS Birkenhead (1845)
HMS Birkenhead – brytyjski okręt, który został zwodowany w 1845 roku. Budowany jako fregata pancerna pod nazwą HMS „Vulcan”, wszedł do służby z imieniem nadanym na cześć miasta Birkenhead, jako okręt transportowy. Zasłynął postawą załogi i pasażerów, którzy w 1852 roku, w czasie gdy okręt tonął po wejściu na skały, zachowali dyscyplinę i pozwolili ewakuować się w pierwszej kolejności dzieciom i kobietom. Katastrofa okrętu była najważniejszą inspiracją zwyczajowego powiedzenia mówiącego o konieczności ewakuacji z tonącej jednostki w pierwszej kolejności dzieci i kobiet.

## Projekt i budowa
Zamówienie na budowę fregaty z napędem parowym zostało przydzielone stoczni należącej do Johna Lairda w Birkenhead. Podczas budowy okręt nosił imię „Vulcan”. W momencie wodowania było wiadomo, że konstrukcja i parametry techniczne okrętu nie spełniają najnowszych wymagań marynarki wojennej. Największą wadą okrętu był napęd łopatkowy, który w porównaniu do napędu śrubowego był nieperspektywiczny. Po zwodowaniu podjęto decyzję o wstrzymaniu dalszych prac wyposażeniowych, zrezygnowano z planów dokończenia budowy jako fregaty pancernej na rzecz przebudowy na okręt transportowy. Podczas przebudowy na transportowiec w 1848 roku dodano pomieszczenia przeznaczone dla pasażerów. Zmianie uległ typ ożaglowania, który dzięki dodaniu trzeciego masztu zmienił się z brygu na barkentynę.

## Służba
Okręt wykorzystywano w rejsach przez Atlantyk do Halifaksu, a także w rejon Przylądka Dobrej Nadziei. 26 lutego 1852 roku płynąc z prędkością ok. 8 węzłów, uderzył w niewidoczną z pokładu skałę w okolicy Overberg i zaczął tonąć. Na okręcie były tylko trzy łodzie, które można było wykorzystać do ewakuacji pasażerów. Tuż po wejściu na skałę, ocaleli pasażerowie zgromadzili się na pokładzie oczekując na ewakuację. Postawa żołnierzy, którzy pozwolili ewakuować się w pierwszej kolejności dzieciom i kobietom (nazywana potem Birkenhead Drill), stała się synonimem zachowania dyscypliny i porządku w najtrudniejszych sytuacjach .
Uratowały się 193 osoby, w tym wszystkie kobiety i dzieci. Zginęło 438 mężczyzn, głównie brytyjskich żołnierzy, którzy mieli wziąć udział w wojnie Xhosa.